# Ивашково (Гагаринский район)
Ивашково — деревня в Смоленской области России,  в Гагаринском районе. Население — 321 житель (2007). Расположена в северо-восточной части области в 3 км к востоку от Гагарина, на правом берегу реки Алешни. Входит в состав Акатовского сельского поселения. 

## Экономика
Лесозаготовки (ООО «Смоленский лес»), ряд сельхозпредприятий, библиотека, дом культуры.

## Известные люди
Дмитрий Михайлович Румянцев (1914—1992) — Герой Советского Союза, командир 164-го отдельного сапёрного батальона 52-й стрелковой дивизии (3-й Украинский фронт).